# (651) Anticlea
(651) Anticlea es un asteroide perteneciente al cinturón de asteroides descubierto el 4 de octubre de 1907 por August Kopff desde el observatorio de Heidelberg-Königstuhl, Alemania.
Está nombrado por Anticlea, un personaje de la mitología griega, esposa de Laertes.
Forma parte de la familia asteroidal de Eos.